# 雙子星天文台
雙子星天文台（英語：Gemini Observatory，又譯雙子座望遠鏡）是由美國、英國、加拿大、智利、巴西、阿根廷和澳大利亚等国共同建造的两台位于不同地点、完全相同的望远镜，口径为8.1米。其中一台位于北半球的夏威夷，称为北双子望远镜，另一台位于智利海拔2950米的帕穹山，称为南双子望远镜。
北双子望远镜也称为Frederick C. Gillett望远镜，位于美国夏威夷的毛納基山山顶，海拔4200米，于1999年6月建造完成，2000年投入使用，控制中心位于夏威夷大学在希罗（Hilo）的校园内。
南双子望远镜位于智利的帕穹山，海拔2950米，于2000年开始使用，控制中心位于智利拉希雷納（La Serena）的托洛洛山美洲际天文台内。
兩架望遠鏡分别位于南北两个半球，可以完全覆盖整个天區。双子望远镜主镜的厚度为20厘米，表面镀了在红外線波段具有良好反射能力的银，观测室的内表面涂了铝反射层，目的是获得稳定的热环境。望远镜还安装了主动光学、自适应光学、激光导星系统，整个计划耗资为1.84亿美元，其中美国投资50％，英国25％，加拿大15％，智利5％，阿根廷和巴西各占2.5%，并根据所占份额向各国分配望远镜的观测时间。具体管理工作由大学天文研究协会（AURA）负责实施。

## 外部链接

著名光學望遠鏡主鏡面積比較，點選影像可看大圖。